# Porotrichum mutabile
Porotrichum mutabile är en bladmossart som beskrevs av Georg Ernst Ludwig Hampe 1862. Porotrichum mutabile ingår i släktet Porotrichum och familjen Neckeraceae. Inga underarter finns listade i Catalogue of Life.